# Binnendruck
Der Binnendruck, der von den Kohäsionskräften der Teilchen eines Gases abhängt, ist ein Maß für die Änderung der inneren Energie eines Gases, wenn es sich bei konstanter Temperatur ausdehnt oder zusammenzieht. Es hat dieselbe Einheit wie der Druck, die SI-Einheit ist also Pascal.
Der Binnendruck eines idealen Gases ist immer Null.

## Definition
Der Binnendruck {\displaystyle \pi _{T}} ist definiert als partielle Ableitung der inneren Energie {\displaystyle U} nach dem Volumen bei konstanter Temperatur: {\displaystyle \pi _{T}=\left({\frac {\partial U}{\partial V}}\right)_{T}}
Damit kann man schreiben: {\displaystyle \mathrm {d} U=\left({\frac {\partial U}{\partial T}}\right)_{V}\mathrm {d} T+\left({\frac {\partial U}{\partial V}}\right)_{T}\mathrm {d} V=C_{V}\mathrm {d} T+\pi _{T}\mathrm {d} V},
wobei {\displaystyle C_{V}} die Wärmekapazität bei konstantem Volumen und {\displaystyle \mathrm {d} U} die Änderung der inneren Energie bei Volumenänderung {\displaystyle \mathrm {d} V} und Temperaturänderung {\displaystyle \mathrm {d} T} ist. 
Es gilt zudem die Umformung: {\displaystyle \pi _{T}=T\left({\frac {\partial p}{\partial T}}\right)_{V}-p}

## Zusammenhang mit dem Joule-Koeffizienten
Der Joule-Koeffizient {\displaystyle \mu _{\mathrm {J} }} (nicht zu verwechseln mit dem viel häufiger vorkommenden Joule-Thomson-Koeffizienten {\displaystyle \mu _{\mathrm {JT} }}) ist definiert durch:
{\displaystyle \mu _{\mathrm {J} }=\left({\frac {\partial T}{\partial V}}\right)_{U}\ }, also die partielle Ableitung der Temperatur nach dem Volumen (bei gleichbleibender innerer Energie).
Nach Maxwell-Beziehung#Allgemeine Maxwell-Relation gilt:{\displaystyle \ \left({\frac {\partial T}{\partial V}}\right)_{U}=-\left({\frac {\partial T}{\partial U}}\right)_{V}\left({\frac {\partial U}{\partial V}}\right)_{T}}
Daraus folgt: {\displaystyle \mu _{\mathrm {J} }=-\left({\frac {\partial U}{\partial T}}\right)_{V}^{-1}\left({\frac {\partial U}{\partial V}}\right)_{T}=-{\frac {\pi _{T}}{C_{V}}}}
Wenn der Binnendruck {\displaystyle \pi _{T}>0} ist, dann ist der Joule-Koeffizient {\displaystyle \mu _{\mathrm {J} }<0} und somit kühlt sich das Gas bei freier Expansion ab.

## Binnendruck bei einfachen Gasmodellen
Im Folgenden ist {\displaystyle R} die allgemeine Gaskonstante, {\displaystyle n} die Stoffmenge und  {\displaystyle \textstyle V_{\mathrm {m} }={\frac {V}{n}}} das molare Volumen.

### Ideales Gas
Beim Modell des idealen Gases gilt: 
{\displaystyle p={\frac {nRT}{V}}}
Also ist  {\displaystyle \left({\frac {\partial p}{\partial T}}\right)_{V}={\frac {nR}{V}}} und somit: 
{\displaystyle \pi _{T}=T\left({\frac {\partial p}{\partial T}}\right)_{V}-p=T\cdot {\frac {nR}{V}}-{\frac {nRT}{V}}=0}
Beim idealen Gas ist der Binnendruck also immer 0, die Gasteilchen üben aufeinander keine Kräfte aus.

### Van-der-Waals Gas
Beim Modell des Van-der-Waals Gases gilt: 
{\displaystyle p={\frac {RT}{V_{\mathrm {m} }-b}}-{\frac {a}{V_{\mathrm {m} }^{2}}}}
mit den (positiven) Van-der-Waals Konstanten {\displaystyle a} und {\displaystyle b}.
Also ist {\displaystyle \left({\frac {\partial p}{\partial T}}\right)_{V}={\frac {R}{V_{\mathrm {m} }-b}}\ } und somit: 
{\displaystyle \pi _{T}=T\cdot {\frac {R}{V_{\mathrm {m} }-b}}-\left({\frac {RT}{V_{\mathrm {m} }-b}}-{\frac {a}{V_{\mathrm {m} }^{2}}}\right)={\frac {a}{V_{\mathrm {m} }^{2}}}\ } 
Beim Van-der-Waals Gas (mit {\displaystyle a>0}) ist der Binnendruck also immer positiv und unabhängig von der Temperatur, strebt aber für {\displaystyle V\to \infty } gegen 0.

### Redlich-Kwong-Modell
Beim Modell nach Redlich-Kwong gilt:
{\displaystyle p={\frac {RT}{V_{\mathrm {m} }-b}}-{\frac {a}{{\sqrt {T}}V_{\mathrm {m} }\left(V_{\mathrm {m} }+b\right)}}}
Also ist 
{\displaystyle \pi _{T}={\frac {3a}{2{\sqrt {T}}\;V_{\mathrm {m} }\left(V_{\mathrm {m} }+b\right)}}\ }
Nach diesem Modell wird die Kohäsion zwischen den Teilchen bei höherer Temperatur (und damit höherer Geschwindigkeit der Teilchen) kleiner.